# Chronologie de la Russie
Cette chronologie de la Russie retrace les grandes dates de l'histoire de la Russie de 860 à nos jours.

## IXesiècle
| Année | Date | Événement                                                                                       |
| ----- | ---- | ----------------------------------------------------------------------------------------------- |
| 860   |      | Guerre entre Rus' et Byzantins (860): Les Russes lancent avec succès un raid sur Constantinople |
| 882   |      | Oleg le Sage conquiert Kiev et y déplace sa capitale                                            |

## Xesiècle
| Année | Date | Événement |
| ----- | --- | --- |
| 907   | | Guerre entre Rus' et Byzantins : Oleg mène une armée jusqu'aux murs de Constantinople.                                                                                           |
| 907   | Guerre entre Rus' et Byzantins : le traité de Constantinople permet aux marchands russes de pénétrer la cité sous bonne garde. | |
| 912   | | Oleg meurt et est remplacé par Igor de Kiev, fils de Riourik. |
| 941   | Mai | Guerre entre Rus' et Byzantins : une armée russe débarque en Bithynie. |
| 941   | Septembre | Guerre entre Rus' et Byzantins : les Byzantins détruisent la flotte russe. |
| 945   | | Guerre entre Rus' et Byzantins : un autre traité de Constantinople (945) est signé. La Rus' de Kiev renonce à certains territoires byzantins                                     |
| 945   | Igor de Kiev meurt. Sa femme Olga devient régente de la Rus' de Kiev pour leur fils, Sviatoslav Ier.                           | |
| 963   | | La régence d'Olga prend fin. |
| 965   | | Sviatoslav Ier conquiert les Khazars. |
| 968   | | Siège de Kiev : les Petchénègues assiègent Kiev. Un général russe, Vasily Vasilievsky, crée l'illusion d'une armée bien plus grande que la réalité et effraie l'adversaire.      |
| 969   | 8 juillet | Sviatoslav déplace la capitale de Kiev à Pereiaslavets, en Bulgarie |
| 971   | | L'Empire byzantin capture Pereiaslavets. Kiev redevient la capitale. |
| 972   | | Sviatoslav Ier est tué par les Petchénègues durant une expédition sur leur territoire. Son fils Iaropolk Ier lui succède.                                                        |
| 980   | | Iaropolk est trahi et assassiné par son frère Vladimir Ier le Grand, qui lui succède en tant que Prince de Kiev.                                                                 |
| 981   | | Vladimir conquiert la Ruthénie rouge, territoire appartenant alors aux Polonais (peuple).                                                                                        |
| 988   | | Christianisation de la Rus' de Kiev: Vladimir Ier fait détruire les idoles païennes de Kiev et incite les habitants de la ville à se baptiser eux-mêmes dans les eaux du Dniepr. |

## XIesiècle
| Année | Date        | Événement |
| ----- | ----------- | --- |
| 1015  |             | Vladimir Ier meurt. Il est remplacé par Sviatopolk Ier, qui pourrait avoir été son fils biologique par le viol de la femme de Iaropolk. Sviatopolk ordonne le meurtre de trois de plus jeunes fils de Vladimir.               |
| 1016  |             | Iaroslav le Sage, un autre frère de Sviatopolk Ier, mène une armée contre lui et parvient à le vaincre, l'obligeant à fuir en Pologne.                                                                                        |
| 1017  |             | Iaroslav le Sage décrète le premier code de loi russe, la Rousskaïa Pravda. |
| 1018  |             | Intervention dans la crise de succession de Kiev : Sviatopolk mène l'armée polonaise dans la Rus' de Kiev. La Ruthénie rouge redevient une possession polonaise.                                                              |
| 1018  | 14 août     | Intervention dans la crise de succession de Kiev : l'armée polonaise capture Kiev. Iaroslav fuit à Novgorod. |
| 1019  |             | Iaroslav défait Sviatopolk et redevient prince de Kiev. Il accorde l'autonomie à Novgorod en récompense de sa loyauté. Sviatopolk meurt.                                                                                      |
| 1030  |             | Iaroslav le Sage reprend la Ruthénie rouge aux Polonais. |
| 1043  | 30 février  | Guerre entre Rus' et Byzantins (1043) : Iaroslav le Sage mène un raid naval infructueux sur Constantinople. Selon l'accord de paix, le fils de Iaroslav, Vsevolod, se marie à une fille de l'empereur byzantin Constantin IX. |
| 1054  |             | Iaroslav le Sage meurt. Son fils aîné, Iziaslav Ier, lui succède. |
| 1068  |             | Iziaslav est renversé par un soulèvement populaire et forcé à fuir en Pologne. |
| 1069  |             | Iziaslav Ier mène l'armée polonaise à nouveau sur Kiev et se rétablit sur le trône. |
| 1073  |             | Deux des frères d'Iziaslav, Sviatoslav II et Vsevolod Ier, le renversent; le premier devient alors prince de Kiev. |
| 1076  | 27 décembre | Sviatoslav meurt. Vsevolod Ier de Kiev lui succède, mais il échange la principauté de Kiev avec Iziaslav contre Chernigov. |
| 1078  |             | Iziaslav Ier meurt. Le trône de Kiev revient à Vsevolod Ier. |
| 1093  | 13 avril    | Vsevolod meurt. Kiev et Chernigov reviennent au fils illégitime d'Iziaslav, Sviatopolk II. |
| 1093  | 26 mai      | Bataille de la Stougna : les forces russes attaquent les Coumans à la Stouhna et sont vaincues. |

## XIIesiècle
| Année | Date        | Événement |
| ----- | ----------- | --- |
| 1113  | 16 avril    | Sviatopolk II meurt. Il est remplacé par le fils de Vsevolod, son cousin Vladimir II Monomaque. |
| 1125  | 19 mai      | Vladimir meurt. Son fils aîné, Mstislav Ier, lui succède. |
| 1132  | 14 avril    | Mstislav meurt. Son frère Iaropolk II le succède en tant que prince de Kiev. |
| 1136  |             | Novgorod expulse son prince assigné par Kiev, réduisant drastiquement l'autorité liée au poste. |
| 1139  | 18 février  | Iaropolk meurt. Son jeune frère Viatcheslav Ier lui succède, mais il est renversé en mars par son cousin Vsevolod II, prince de Tchernigov. |
| 1146  | 1er août    | Vsevolod II meurt. Son frère Igor II devient le dirigeant de Kiev. Les citoyens de la ville lui demandent de déposer les anciens boyards de Vsevolod. Igor promet d'accéder à leur requête, avant de reconsidérer la chose. Les citoyens de Kiev ne considèrent alors plus le briseur de serment comme un souverain légitime et choisissent d'appeler le prince Iziaslav II de Pereiaslav pour être le nouveau prince de Kiev. |
| 1146  | 13 août     | Iziaslav renverse Igor. Un des frères d'Igor, Sviatoslav Olgovich, prince de Novgorod-Seversk, demande au prince de Vladimir-Souzdal, Iouri Dolgorouki, son aide afin de libérer Igor de captivité. |
| 1147  |             | Première référence à Moscou lorsque Iouri Dolgorouki demande à Sviatoslav de Novgorod-Seversk : « viens à moi, frère, à Moscou. » |
| 1149  |             | Iouri Dolgorouki prend la ville de Kiev. Iziaslav s'échappe. |
| 1150  |             | Avec l'aide de Chorniye klobuky, Iziaslav II expulse Iouri Dolgorouki de Kiev. Quelque temps après, avec l'assistance de Vladimirko de Galicie, Iouri Dolgorouki reprend à nouveau le contrôle de Kiev. |
| 1151  |             | Le roi Géza II de Hongrie aide Iziaslav à retourner à Kiev. Iouri Dolgorouki s'enfuit. |
| 1154  | 13 novembre | Iziaslav II meurt. Son frère, le prince Rostislav de Smolensk, est appelé à devenir le nouveau prince de Kiev. |
| 1155  |             | Iouri Dolgorouki expulse Rostislav Ier avec l'aide du prince de Tchernigov. |
| 1157  |             | Iouri Dolgorouki est intoxiqué et meurt. Iziaslav III de Tchernigov devient prince de Kiev. |
| 1159  |             | Iziaslav de Chernigov est renversé par les princes de Galicie et de Volhynie. Les alliés demandent à Rostislav de redevenir prince de Kiev. |
| 1167  |             | Rostislav Ier meurt. Son neveu, Mstislav de Volhynie, devient le nouveau dirigeant de Kiev. |
| 1169  |             | André Ier Bogolioubski, le fils aîné de Iouri Dolgorouki et prince de la nouvellement puissante principauté de Vladimir-Souzdal, attaque et pille Kiev. Une majorité des princes russes le reconnaît comme un nouveau grand prince. Contrairement aux précédents grands princes, André Ier demeure à Vladimir et ne déplace pas sa résidence à Kiev. André désigne son frère Gleb Ier prince de Kiev. Dans les faits, après cet évènement, Kiev cesse d'être le centre des terres russes. Le centre politique et culturel est déplacé à Vladimir. Les nouveaux princes de Kiev sont dépendants des grands princes de Vladimir-Souzdal. |

## XIIIesiècle
| Année | Date        | Événement |
| ----- | ----------- | --- |
| 1223  |             | Bataille de la Kalka : les guerriers russes s'opposent pour la première fois aux armées mongoles de Gengis Khan. |
| 1227  |             | Des conspirations des boyards forcent Mstislav Mstislavich, prince de Novgorod, à céder le trône à son fils André II de Hongrie. |
| 1236  |             | Alexandre Nevski est appelé pour devenir Grand Prince de Novgorod et ainsi, en tant que meneur militaire, défendre les terres au nord-ouest face aux envahisseurs suédois et allemands. |
| 1237  | Décembre    | Invasion mongole de la Rus' de Kiev : Batu Khan incendie Moscou et massacre ou réduit en esclavage ses habitants. |
| 1240  | 15 juillet  | Bataille de la Neva : l'armée novgorodienne défait une force d'invasion suédoise au confluent de l'Izhora et de la Neva. |
| 1242  | 5 avril     | « Bataille sur la glace » : L'armée de Novgorod vainc, sur le lac Peïpous gelé, l'ordre Teutonique qui l'assaille. |
| 1263  | 14 novembre | Alexandre Nevski meurt. Ses titres sont divisés au sein de sa famille. Son fils cadet Daniel devient le premier prince de Moscou. Son frère cadet Iaroslav de Tver devient grand prince de Tver et de Vladimir, et nomme des députés à la tête de la principauté de Moscou en l'attente de la majorité de Daniel. |

## XIVesiècle
| Année | Date        | Événement |
| ----- | ----------- | --- |
| 1303  | 5 mars      | Saint Daniel de Moscou meurt. Son fils aîné Iouri III lui succède en tant que prince de Moscou. |
| 1317  |             | Iouri III de Moscou se marie à la sœur d'Özbeg Khan, un prince mongol. Özbeg dépose le Grand Prince de Vladimir et nomme Iouri à sa place.                                                               |
| 1322  |             | Dimitri « aux yeux terribles », fils du dernier Grand Prince de Vladimir, convainc Özbeg que Iouri III de Moscou a volé dans l'argent destiné au tribut pour le khan. Il est renommé prince de Vladimir. |
| 1325  | 21 novembre | Iouri est assassiné par Dimitri II de Vladimir. Son frère cadet Ivan Ier Kalita lui succède. |
| 1327  | 15 août     | L'ambassadeur de la Horde d'or de l'Empire mongol est piégé et brûlé vif lors d'un soulèvement dans le grand-duché de Tver.                                                                              |
| 1328  |             | Ivan mène une armée de la Horde contre le Grand Prince de Tver, également Grand Prince de Vladimir. Ivan est autorisé à le remplacer pour ce dernier titre.                                              |
| 1340  | 31 mars     | Ivan Ier Kalita meurt. Son fils Siméon Ier le Fier lui succède à la fois comme Grand Prince de Moscou et Grand Prince de Vladimir.                                                                       |
| 1353  |             | Siméon Ier le Fier meurt. Son frère cadet Ivan II Ivanovitch, dit le Débonnaire, lui succède en tant que Grand Prince de Moscou.                                                                         |
| 1359  | 13 novembre | Ivan II Ivanovitch meurt. C'est son fils, Dimitri Ier Donskoï, qui lui succède. |
| 1380  | 8 septembre | Bataille de Koulikovo : une force moscovite parvient à vaincre une armée largement supérieure de la Horde bleue à Koulikovo, dans l'oblast de Toula.                                                     |
| 1382  |             | Le Khan mongol Tokhtamych réaffirme son pouvoir en pillant et en incendiant Moscou. |
| 1389  | 19 Mai      | Dimitri Ier Donskoï meurt. Le trône revient à son fils, Vassili Ier Dmitrievitch. |

## XVesiècle
| Année | Date        | Événement |
| ----- | ----------- | --- |
| 1425  | Février     | Vassili Ier Dmitrievitch meurt. Son fils Vassili II, dit Vassili l'Aveugle, lui succède en tant que Grand Prince de Moscou. Sa femme Sophie de Lituanie devient régente. Son frère cadet Iouri Dmitrievich revendique également le trône. |
| 1430  |             | Iouri fait appel au khan de la Horde d'or pour supporter sa revendication au trône. Vassili II conserve le duché de Moscou, mais Iouri Dmitrievich récupère le duché de Dmitrov.                                                          |
| 1432  |             | Vassili II mène une armée pour capturer Dmitrov. Son armée est vaincue et il est forcé à fuir à Kolomna. Iouri se déclare Grand Prince. Vassili II est exilé et devient maire de Kolomna.                                                 |
| 1433  |             | L'exode des boyards moscovites à la cour de Vassili II à Kolomna persuade Iouri IV de rendre Moscou à son neveu et de partir pour Galitch.                                                                                                |
| 1434  |             | Vassili II incendie Galitch. |
| 1434  | 16 mars     | L'armée de Iouri Dmitrievich bat l'armée de Vassili II. Ce dernier s'enfuit à Nijni Novgorod. |
| 1434  | 1 Avril     | Iouri Dmitrievich arrive à Moscou et se déclare à nouveau Grand Prince. |
| 1434  | 5 juillet   | Iouri Dmitrievich meurt. Son fils aîné Vassili Kosoi le Louche lui succède en tant que Grand Prince. |
| 1435  |             | Le second fils de Iouri Dmitrievich, Dimitri Chemyaka, s'allie à Vassili II. Vassili le Louche est expulsé du Kremlin et aveuglé. Vassili II retrouve le trône de Grand Prince.                                                           |
| 1438  |             | Guerre entre Russes et Kazan. Le khan du nouveau khanat de Kazan mène une armée en direction de Moscou. |
| 1445  | 7 Juillet   | Bataille de Souzdal. L'armée russe subit une grande défaite face aux Tatars de Kazan. Vassili II est fait prisonnier. Le gouvernement revient à Dimitri Chemyaka.                                                                         |
| 1445  | Décembre    | Vassili II est rançonné pour son retour à Moscou. |
| 1446  |             | Dimitri Chemyaka fait aveugler Vassili II et l'exile à Ouglitch. Il se proclame Grand Prince. |
| 1450  |             | Les boyards de Moscou expulsent Dimitri Chemyaka du Kremlin et rappellent Vassili II au trône. |
| 1452  |             | Dimitri Chemyaka est contraint de fuir vers la république de Novgorod. |
| 1453  |             | Dimitri Chemyaka est empoisonné par des agents moscovites. |
| 1462  | 27 mars     | Vassili II meurt. Son fils Ivan III dit le Grand devient Grand Prince. |
| 1463  |             | La Russie annexe le duché de Iaroslavl. |
| 1471  | 14 juillet  | Bataille de la Chelon. Une armée moscovite vainc une force novgorodienne pourtant supérieure. |
| 1474  |             | La Russie annexe le duché de Rostov. |
| 1476  |             | Ivan III cesse de payer tribut à la Grande Horde. |
| 1478  | 14 janvier  | La république de Novgorod se soumet à l'autorité de Moscou. |
| 1480  | 11 novembre | Grande halte sur la rivière Ougra. Les forces d'Ivan III empêchent Ahmed de la Horde d'or d'envahir la Moscovie. |
| 1485  |             | Ivan III annexe le grand-duché de Tver. |
| 1497  |             | Ivan III rend effectif un code légal, le Soudiebnik, qui standardise la loi moscovite, étend le rôle du système de justice criminelle, et limite la capacité des serfs à se séparer de leurs maîtres.                                     |

## XVIesiècle
| Année     | Date        | Événement |
| --------- | ----------- | --- |
| 1505      | 27 octobre  | Ivan III meurt. Il est remplacé en tant que grand duc de Moscovie par son fils, Vassili III, dit le Grand. |
| 1507      |             | Invasions des Tatars de Crimée en Russie. Le khanat de Crimée pille les villes moscovites de Beliov et Kozelsk. |
| 1510      |             | Avec l'accord de la majorité de la noblesse locale, Vassili III arrive dans la république de Pskov et la déclare dissoute. |
| 1517      |             | Le dernier grand prince de la principauté de Riazan est capturé et emprisonné à Moscou. |
| 1533      | 3 Décembre  | Vassili III meurt. Son fils Ivan IV le Terrible lui succède. Sa femme Hélèna Glinska prend la régence. |
| 1538      | 4 avril     | Hélèna Glinska meurt. Elle est remplacée dans la régence par le prince Vassili Nemoy. |
| 1547      | 16 Janvier  | Une cérémonie élaborée couronne Ivan le Terrible premier Czar de Moscovie. |
| 1552      | 22 août     | Prise de Kazan : une armée moscovite arrive à Kazan. |
| 1552      | 2 octobre   | Prise de Kazan : l'armée moscovite brise les murs de Kazan. |
| 1552      | 13 octobre  | Prise de Kazan : la population civile de Kazan est massacrée et la cité est occupée. |
| 1553-1554 |             | Une Bible devient le premier livre imprimé en Russie |
| 1556      |             | La Moscovie conquiert et annexe le khanat d'Astrakhan. |
| 1558      |             | Guerre de Livonie. Ivan le Terrible demande un tribut insupportable à l'évêché de Dorpat. L'évêque envoi des diplomates en Moscovie pour renégocier le montant. Ivan les renvois et occupe l'évêché. |
| 1560      | 2 août      | Bataille d'Ergeme. L'armée d'Ivan le Terrible écrase les troupes des chevaliers Porte-Glaive. |
| 1561      | 28 novembre | L'ordre de Livonie accepte le traité de Vilnius, sous lequel la Terra Mariana est partagée entre le grand-duché de Lituanie, la Suède et le Danemark. La Lituanie et la Suède envoient des troupes pour libérer leurs nouveaux territoires de l'occupation russe.                                                                    |
| 1565      | Février     | Ivan le Terrible établit l'Opritchnina, un territoire moscovite dirigé directement par le tsar. |
| 1569      | 1er juillet | L'union de Lublin est signé. La Pologne et le grand-duché de Lituanie sont associés au sein de la république des Deux Nations. La Pologne commence à aider la Lituanie dans la guerre face à la Russie. |
| 1572      |             | L'Opritchnina est abolie. |
| 1581      | 16 Novembre | Ivan le Terrible tue son fils aîné. |
| 1582      | 15 janvier  | Guerre de Livonie : la paix de Jam Zapolski met fin à la participation de la république des Deux Nations dans la guerre. La Russie abandonne ses revendications sur la Livonie ainsi que sur la cité de Polotsk. |
| 1582      | 23 octobre  | Bataille du Cap Chuvash : les soldats russes dispersent les forces armées du khanat de Sibérie de leur capitale, Qashliq. |
| 1583      |             | Guerre de Livonie : la guerre prend fin avec le traité de Plussa. Narva et les côtes du golfe de Finlande reviennent à la Suède. |
| 1584      | 18 mars     | Ivan le Terrible meurt empoisonné au mercure. Le trône revient à son fils simplet Fédor Ier. Son beau-fils Boris Godounov prend de facto en charge le gouvernement. |
| 1590      | 18 janvier  | Guerre russo-suédoise de 1590-1595 : le traité de Plussa expire. Les troupes russes mènent le siège de Narva. |
| 1590      | 25 février  | Guerre russo-suédoise de 1590-1595 : un gouverneur suédois des territoires disputés se rend aux Russes. |
| 1591      | 15 mai      | Dimitri Ivanovitch, troisième et plus jeune fils d'Ivan le Terrible, meurt en exil d'une blessure à la gorge. Longtemps considéré comme assassiné par des agents de Boris Godounov, des historiens plus récents commencent à défendre la théorie selon laquelle Dimitri s'est infligé la mort lui-même lors d'une crise d'épilepsie. |
| 1595      | 18 mai      | Guerre russo-suédoise de 1590-1595 : le traité de Teusina est signé. L'Ingrie revient à la Russie. |
| 1598      | 7 janvier   | Fédor Ier meurt sans enfants. |
| 1598      | 21 février  | Un Zemski sobor élit Boris Godounov premier tsar de Russie n'étant pas de la dynastie des Riourikides. |

## XVIIesiècle
| Année | Date | Événement |
| ----- | --- | --- |
| 1604  | Octobre                                                                                                   | Le Faux Dimitri, un homme prétendant être le tsarévitch Dimitri Ivanovitch, envahit la Moscovie. |
| 1605  | 13 avril                                                                                                  | Boris Godounov meurt. Son fils Fédor II est déclaré tsar. |
| 1605  | 1 juin | Un groupe de boyards déserte et supporte le Faux Dimitri, prend le contrôle du Kremlin et fait arrêter Fédor II. |
| 1605  | 20 juin                                                                                                   | Le Faux Dimitri et son armée arrivent à Moscou. |
| 1605  | 20 juillet                                                                                                | Fédor II et sa mère sont étranglés. |
| 1605  | 21 juillet                                                                                                | Le Faux Dimitri est couronné tsar. |
| 1606  | 8 mai | Le Faux Dimitri se marie à une catholique, soulevant des doutes voulant qu'il souhaite convertir le tsarat de Russie au catholicisme. |
| 1606  | 17 mai | Des boyards conservateurs menés par Vassili Chouiski assaillent le Kremlin et abattent le Faux Dimitri alors qu'il tente de s'échapper. |
| 1606  | 19 mai | Les alliés de Vassili Chouiski le déclarent tsar Vassili IV |
| 1607  | | Le second faux Dimitri, un autre prétendant à l'identité de Dimitri Ivanovitch, obtient le soutien militaire et financier d'un groupe de magnats polonais. |
| 1609  | 28 février                                                                                                | Vassili IV Chouiski cède des territoires frontaliers à la Suède en échange d'une aide militaire contre le gouvernement du second faux Dimitri. |
| 1609  | Septembre                                                                                                 | Guerre polono-russe (1605-1618) : le roi polonais Sigismond III mène une armée en Russie |
| 1610  | 4 juillet                                                                                                 | Bataille de Klouchino. Sept mille cavaliers polonais parviennent à vaincre une force russe pourtant largement supérieure à Klouchino. |
| 1610  | 19 juillet                                                                                                | Vassili IV Chouiski est renversé. Un groupe de nobles, les Sept Boyards, le remplacent à la tête du gouvernement. |
| 1610  | 27 juillet                                                                                                | Guerre polono-russe (1605-1618) : une trêve est établie. Les boyards promettent de reconnaître Ladislas, fils et héritier de Sigismond Vasa, comme tsar, à la condition de restrictions sévères sur ses pouvoirs et de sa conversion à l'orthodoxie. |
| 1610  | Août | Guerre polono-russe (1605-1618) : Sigismond Vasa rejette les conditions proposées par les boyards. |
| 1610  | Décembre                                                                                                  | Hermogène, patriarche de l'Église orthodoxe russe, encourage le peuple russe à se soulever contre les Polonais. |
| 1610  | 11 décembre                                                                                               | Le second faux Dimitri est abattu et décapité par une personne de son entourage. |
| 1612  | 1 novembre                                                                                                | Guerre polono-russe (1605-1618) : la populace russe soulevée contre les Polonais et reprend le Kremlin. |
| 1613  | | Guerre d'Ingrie. La Suède envahit la Russie. |
| 1613  | 21 février                                                                                                | Un Zemski sobor élit Michel Romanov, un petit-fils du beau-frère d'Ivan le Terrible, tsar de Russie. |
| 1617  | 27 février                                                                                                | Guerre d'Ingrie : le traité de Stolbovo met fin à la guerre. Le comté de Kexholm, l'Ingrie, l'Estonie et la Livonie reviennent à la Suède. |
| 1618  | 11 décembre                                                                                               | Guerre polono-russe (1605-1618) : le traité de Déoulino met fin à la guerre. La Russie cède la ville de Smolensk et la voïvodie de Czernihów à la Pologne. |
| 1619  | | La première colonie russe est installée sur le fleuve Ienisseï. |
| 1619  | 13 février                                                                                                | Fédor Romanov, le père de Michel Ier, est libéré des prisons polonaises et autorisé à retourner en Russie. |
| 1626  | | Des explorateurs découvrent le fleuve de la Léna. |
| 1632  | | Des explorateurs établissent la forteresse de Iakoutsk. |
| 1632  | Octobre                                                                                                   | Guerre de Smolensk : avec l'expiration du traité de Déoulino, une armée russe est envoyée pour assiéger Smolensk. |
| 1634  | 1 mars | Guerre de Smolensk : l'armée russe, encerclée, est forcée à se rendre. |
| 1634  | 14 juin                                                                                                   | Guerre de Smolensk : le traité de Polanów est signé, mettant fin à la guerre. La république des Deux Nations conserve Smolensk, mais Ladislas IV Vasa renonce à ses prétentions au trône de Russie. |
| 1639  | | La mer d'Okhotsk est atteinte par un groupe de cosaques qui rejoignent l'estuaire du fleuve Amour l'année suivante. |
| 1642  | | Le fleuve de la Kolyma est rejoint. |
| 1645  | 13 juillet                                                                                                | Michel Romanov meurt. Son fils, Alexis Ier, lui succède. |
| 1648  | | La presqu'île de la Tchoukotka est atteinte. |
| 1648  | 25 janvier                                                                                                | Soulèvement de Khmelnytsky : un noble polonais (szlachta), Bogdan Khmelnitski, mène les Cosaques de Zaporoguie contre la couronne polonaise. |
| 1648  | 1 juin | Révolte de Moscou : agacés par l'introduction d'une taxe sur le sel, les habitants de Moscou lancent une rébellion. |
| 1648  | 11 juin                                                                                                   | Révolte de Moscou : un groupe de nobles demande un zemski sobor en support à la rébellion. |
| 1648  | 3 juillet                                                                                                 | Révolte de Moscou : de nombreux leaders de la rébellion sont exécutés. |
| 1648  | 25 décembre                                                                                               | Soulèvement de Khmelnytsky : Bogdan Khmelnitski entre dans la capitale ukrainienne, Kiev. |
| 1649  | Janvier                                                                                                   | Un zemski sobor ratifie un nouveau code de loi, l'Oulojénié. |
| 1653  | | Raskol : Nikon, le patriarche de Moscou, réforme la liturgie russe pour l'aligner avec les rites de l'Église grecque. |
| 1654  | | Soulèvement de Khmelnytsky : sous les termes du traité de Pereïaslav, l'Ukraine de la rive gauche, un territoire des forces de Zaporoguie, s'allie avec la Russie. |
| 1654  | Juillet                                                                                                   | Guerre russo-polonaise (1654-1667) : l'armée russe envahit la république des Deux Nations. |
| 1655  | | Le Déluge : l'Empire suédois envahit la république des Deux Nations |
| 1655  | 3 juillet                                                                                                 | Guerre russo-polonaise (1654-1667) : l'armée russe capture Vilnius. |
| 1655  | 25 juillet                                                                                                | Le Déluge : le voïvode de Poznań se rend à l'envahisseur suédois. |
| 1655  | 2 novembre                                                                                                | La Russie négocie un cessez-le-feu avec la république des Deux Nations. |
| 1656  | Juillet                                                                                                   | Guerre russo-suédoise (1656-1658) : des réserves russes envahissent l'Ingrie. |
| 1658  | | Ivan Kamtchatka, un cosaque et marchand de Sibérie, navigue vers les côtes nord de la mer d'Okhostsk. Les montagnes qu'il y sillonne sont baptisées d'après son nom. |
| 1658  | 26 février                                                                                                | Guerre dano-suédoise (1657-1658) : le traité de Roskilde met fin à la guerre entre l'Empire suédois et le Danemark, permettant aux Suédois de déplacer leurs troupes vers l'est. |
| 1658  | 16 septembre                                                                                              | Guerre russo-polonaise (1654-1667) : le traité d'Hadiach établit une alliance militaire entre la Pologne et les Cosaques de Zaporoguie, et promet la création d'une république des trois nations (Rzeczpospolita Trojga Narodów) avec la Pologne, la Lituanie et la Ruthénie. |
| 1658  | 28 décembre                                                                                               | Guerre russo-suédoise (1656-1658) : le traité de Valiesar établit la paix. Les territoires d'Ingrie conquis sont cédés à la Russie pour trois ans. |
| 1660  | 23 avril                                                                                                  | Le Déluge : le traité d'Oliva met fin au conflit entre la Pologne et la Suède. |
| 1661  | | Guerre russo-polonaise (1654-1667) : les forces polonaises reprennent Vilnius. |
| 1661  | Le traité de Valiesar expire. la Russie rend l'Ingrie à l'Empire suédois par le traité de Kardis.         | |
| 1662  | 25 juillet                                                                                                | La révolte du Cuivre : dans la matinée, un groupe de Russes marche sur Kolomenskoïe et demande une punition pour les ministres du gouvernement qui ont dégradé le cours de la monnaie russe en cuivre. À leur arrivée, ils s'opposent à des militaires : un millier sont pendus ou noyés. Le reste est exilé. |
| 1665  | | La rébellion de Lubomirski : un noble polonais lance une rébellion (rokosz) contre le roi. |
| 1665  | Le noble cosaque pro-turc Petro Dorochenko vainc ses adversaires pro-russes en Ukraine de la rive droite. | |
| 1667  | | Raskol : un conseil ecclésiastique excommunie les Vieux-croyants, qui rejettent les réformes de Nikon. |
| 1667  | 30 Janvier                                                                                                | Guerre russo-polonaise (1654-1667) : la trêve d'Androussovo met fin à la guerre entre la république des Deux Nations et la Russie, sans la présence de représentants Cosaques. La république des Deux Nations accepte de céder les voïvodies de Smolensk et de Czernihów et reconnaît le contrôle de la Russie sur l'Ukraine de la rive gauche.                                                                    |
| 1669  | | Petro Dorochenko signe un traité pour reconnaître son État comme un État vassal de l'Empire ottoman. |
| 1670  | | Le Cosaque Stenka Razine entame une rébellion contre le gouvernement russe. |
| 1671  | | Stenka Razine est capturé, torturé et gardé à la place Rouge sur le Lobnoïe mesto |
| 1674  | | Les Cosaques de l'Ukraine de la rive droite élisent Ivan Samoïlovitch, un pro-Russe, Hetman de l'Ukraine de la rive gauche, afin de remplacer Petro Dorochenko et devenir le Hetman d'une Ukraine unifiée. |
| 1676  | | Guerre russo-turque de 1676-1681 : l'armée turque rejoint les forces de Petro Dorochenko dans une attaque sur la ville de Tchyhyryne, en Ukraine de la rive gauche. |
| 1676  | 29 janvier                                                                                                | Alexis Ier meurt. Son fils Fédor III devient tsar. |
| 1680  | | Les invasions criméennes de la Russie prennent fin. |
| 1681  | 3 janvier                                                                                                 | Guerre russo-turque de 1676-1681 : la guerre prend fin avec le traité de Bakhtchissaraï avec les Tatars de Crimée : les terres peuplées de populations tatares, vassales de l'Empire ottoman, passent sous contrôle étroit du pouvoir moscovite. La frontière russo-turque est établie au Dniepr. |
| 1682  | | Fédor III abolit le mestnichestvo, un ancien système de désignation aux postes politiques non basé sur le mérite. |
| 1682  | 14 avril                                                                                                  | Avvakoum, le plus flamboyant leader des Vieux-croyants, est brûlé vif. |
| 1682  | 27 avril                                                                                                  | Fédor III meurt sans enfants. Pierre Ier le Grand, fils d'Alexis Ier par sa seconde femme Natalia Narychkina, est déclaré tsar. Sa mère devient régente. |
| 1682  | 17 mai | Révolte de Moscou de 1682 : les régiments de Streltsy appartenant à la faction de la première femme d'Alexis Ier, Maria Miloslavskaïa, s'emparent du Kremlin, exécutant les frères de Natalia Narychkina et déclarant le fils invalide de Maria, Ivan V, « tsar majeur », avec Pierre restant sur le trône en tant que tsar « mineur ». La fille aînée de Maria Miloslavskaïa, Sophie Alexeïevna, devient régente. |
| 1686  | | Signature d'une « paix éternelle » entre la Pologne et la Russie. |
| 1687  | | Cession définitive de Kiev à la Russie. |
| 1687  | Mai | Campagnes de Crimée : l'armée russe lance une invasion du khanat de Crimée, vassal de l'Empire ottoman. |
| 1687  | 17 juin                                                                                                   | Campagnes de Crimée : face à une steppe brûlée et incapables de nourrir leurs chevaux, les Russes font demi-tour. |
| 1689  | | Signature du traité de Nertchinsk,après le conflit frontalier sino-russe, première étape vers la définition de la frontière russo-chinoise. |
| 1689  | Juin | Fyodor Shaklovity, à la tête du prikaze des Streltsy, persuade Sophie Alexeïevna de se proclamer tsarina et tente de lancer une nouvelle rébellion pour la supporter. À la place, les régiments de Streltsy désertent pour soutenir Pierre. |
| 1689  | 11 octobre                                                                                                | Fyodor Shaklovity est exécuté. |
| 1696  | 29 janvier                                                                                                | Ivan V meurt |
| 1696  | 23 avril                                                                                                  | Campagnes d'Azov : l'armée russe commence son déploiement près de l'importante forteresse turque d'Azov. |
| 1696  | 27 mai | Campagnes d'Azov : la flotte russe arrive en mer Noire et bloque Azov. |
| 1696  | 19 juillet                                                                                                | Campagnes d'Azov : la garnison turque se rend. |
| 1698  | 6 juin | Révolte des streltsy : environ quatre mille streltsy renversent leurs commandants et marchent sur Moscou, où ils souhaitent demander le couronnement de l'exilée Sophie Alexeïevna. |
| 1698  | 18 Juin                                                                                                   | Révolte des streltsy : les rebelles sont vaincus. |
| 1700  | 19 Août                                                                                                   | Grande guerre du Nord : la Russie déclare la guerre à l'Empire suédois. |
| 1700  | 16 Octobre                                                                                                | Adrien, patriarche de l'Église orthodoxe russe, meurt. Pierre Ier le Grand empêche l'élection d'un successeur. |

## XVIIIesiècle
| Année | Date         | Événement |
| ----- | ------------ | --- |
| 1703  | 27 mai       | Fondation de Saint-Pétersbourg. |
| 1707  | 8 octobre    | Rébellion de Bulavin : une petite troupe de Cosaques du Don tuent un noble russe à la recherche d'évadés fiscaux sur leur territoire. |
| 1708  | 7 juillet    | Rébellion de Bulavin : Après une série de revers militaires dévastateurs, Bulavin est abattu par ses anciens partisans. |
| 1708  | 18 décembre  | Un décret impérial divise la Russie en huit guberniyas (gouvernements). |
| 1709  | 28 juin      | Bataille de Poltava : une victoire militaire décisive des Russes sur les Suédois à Poltava marque un tournant dans la guerre, la fin de l'indépendance des Cosaques et l'aube d'un Empire russe. |
| 1710  | 14 octobre   | Les guberniyas russes sont divisés en parcelles selon la population de nobles. |
| 1710  | 20 novembre  | Guerre russo-turque de 1710-1711 : Charles XII de Suède persuade le sultan ottoman de déclarer la guerre à la Russie. |
| 1711  | 22 Février   | Réforme gouvernementale de Pierre Ier le Grand : Pierre Ier met en place le Sénat dirigeant pour passer des lois en son absence. |
| 1711  | 21 juillet   | Guerre russo-turque de 1710-1711 : la paix est conclue avec le traité de Fălciu. La Russie rend Azov à l'Empire ottoman et détruit la ville de Taganrog. |
| 1713  | 8 mai        | La capitale russe est déplacée de Moscou à Saint-Pétersbourg. |
| 1713  | 17 Juillet   | Le gouvernement de Livonie est établi sur le territoire conquis de Livonie. |
| 1713  | 17 Juillet   | Le territoire du gouvernement de Smolensk est divisé entre le gouvernement de Moscou et celui de Livonie. |
| 1714  | 15 janvier   | La partie nord-ouest du gouvernement de Kazan est transférée au nouveau gouvernement de Nijni Novgorod. |
| 1715  | 11 octobre   | Pierre Ier le Grand demande que son fils, le tsarévitch Alexis Petrovitch, embrasse ses réformes ou renonce à ses droits sur le trône. |
| 1716  |              | Alexis Petrovitch s'enfuit à Vienne pour éviter le service militaire. |
| 1717  | 22 Novembre  | Le gouvernement d'Astrakhan est formé sur les terres du sud du gouvernement de Kazan. |
| 1717  | 22 Novembre  | Les terres du gouvernement de Nijni Novgorod sont réincorporées au gouvernement de Kazan. |
| 1717  | 12 décembre  | Réformes gouvernementales de Pierre Ier le Grand: Pierre Ier met en place le Collège, des ministres gouvernementaux qui supervisent les prikazes. |
| 1718  | 31 janvier   | Alexis Petrovitch retourne à Moscou avec la promesse qu'aucun mal ne lui sera fait. |
| 1718  | 18 Février   | Après avoir été torturé, Alexis Petrovitch renonce publiquement au trône et implique un certain nombre de réactionnaires dans un complot pour renverser son père. |
| 1718  | 13 juin      | Alexis Petrovitch est jugé pour trahison. |
| 1718  | 26 juin      | Alexis Petrovitch meurt sous la torture dans la forteresse Pierre-et-Paul. |
| 1719  | 29 mai       | Les guberniyas sont divisés en provinces, chacune gouvernée et taxée par un corps élu (le Voïvode). Les provinces sont elles-mêmes divisées en districts, qui remplacent les anciens ouïezds. Les commissaires de districts doivent être élus par l'aristocratie locale. |
| 1719  | 29 mai       | Le gouvernement de Nijni Novgorod est rétabli. |
| 1719  | 29 mai       | Le gouvernement d'Estonie est établi sur les territoires conquis d'Estonie. |
| 1721  | 25 janvier   | Pierre Ier le Grand met en place le Saint-Synode, un corps de dix membres du clergé présidé par un fonctionnaire laïque, qui se retrouve à la tête de l'Église orthodoxe russe à la place du patriarche de Moscou. |
| 1721  | 30 août      | Grande guerre du Nord : le traité de Nystad met fin à la guerre. La Suède cède l'Estonie, la Livonie et l'Ingrie à la Russie. |
| 1721  | 22 octobre   | Pierre Ier le Grand est déclaré empereur. |
| 1722  |              | Pierre Ier introduit la Table des Rangs, qui accorde les privilèges de la nobilité selon les services rendus à l'État. |
| 1722  | Juillet      | Guerre russo-persane de 1722-1723 : une expédition militaire russe embarque pour aller soutenir l'indépendance de deux royaumes chrétiens, le Karthli et l'Arménie. |
| 1723  | 12 septembre | Guerre russo-persane de 1722-1723 : le chah persan signe un traité de paix cédant les villes de Derbent et Bakou ainsi que les provinces du Chirvan, du Guilan, du Mazandéran et de Gorgan à l'Empire russe. |
| 1725  | 28 janvier   | Pierre Ier le Grand meurt d'une crise d'urémie. Il n'a pas d'héritier désigné. Un de ses conseillers les plus proches, Alexandre Menchikov, convainc la garde impériale de se déclarer en faveur de la femme de Pierre Ier, Catherine. |
| 1726  |              | Le gouvernement de Smolensk est rétabli. |
| 1726  | 8 Février    | Catherine Ire met en place un organe de conseillers, le Haut conseil secret. |
| 1727  |              | Catherine Ire établit les gouvernements de Belgorod et de Novgorod et ajuste les frontières de plusieurs autres gouvernements. Les districts sont abolis, et les ouïezds rétablis. |
| 1727  | 17 mai       | Catherine Ire meurt. |
| 1727  | 18 mai       | Conformément aux souhaits de Catherine Ire, le jeune Pierre II, fils d'Alexis Petrovitch et petit-fils de Pierre le Grand, devient tsar à l'âge de 11 ans. Le Haut conseil secret doit conserver le pouvoir jusqu'à sa majorité. |
| 1727  | 9 septembre  | Les membres conservateurs du Haut conseil secret expulsent son membre le plus puissant, le libéral Alexandre Menchikov. |
| 1730  | 30 janvier   | Pierre II meurt de la variole. |
| 1730  | 1 Février    | Le Haut conseil secret offre le trône à Anna Ivanovna (Anne de Russie), fille d'Ivan V, à la condition que le conseil conserve les pouvoirs de déclarer la guerre et la paix, ainsi que ceux liés à la taxation, et qu'elle ne se marie jamais, ni ne désigne d'héritier. |
| 1730  | 4 Mars       | Anne brise les termes de son accession au pouvoir et dissout le Haut conseil secret. |
| 1736  | 20 Mai       | Guerre austro-russo-turque de 1735-1739 : l'armée russe capture les fortifications turques de l'isthme de Perekop |
| 1736  | 19 Juin      | Guerre austro-russo-turque de 1735-1739 : les Russes prennent Azov. |
| 1737  | Juillet      | Guerre austro-russo-turque de 1735-1739 : l'Autriche rejoint la guerre du côté des Russes. |
| 1739  | 21 Août      | Guerre austro-russo-turque de 1735-1739 : l'Autriche accepte par le traité de Belgrade de mettre fin à sa participation dans la guerre. |
| 1739  | 18 Septembre | Guerre austro-russo-turque de 1735-1739 : la Convention de Nyssa met fin à la guerre. L'Empire russe abandonne ses revendications sur la Crimée et la Moldavie, et sa flotte est bannie de la mer Noire. |
| 1740  | 17 octobre   | Anne meurt d'une maladie rénale. Elle laisse le trône à son fils adoptif, Ivan VI. |
| 1740  | 18 octobre   | L'amant d'Anne, Ernst Johann von Biron, est déclaré régent. |
| 1740  | 8 Novembre   | Biron est arrêté sur ordres de son rival, le comte Burckhardt Christoph von Münnich. La mère biologique d'Ivan, Anna Leopoldovna, le remplace à la régence. |
| 1741  | 8 Août       | Guerre russo-suédoise de 1741-1743 : la Suède déclare la guerre à l'Empire russe. |
| 1741  | 25 Novembre  | Élisabeth Ire, la plus jeune fille de Pierre le Grand, mène le régiment Préobrajensky au palais d'Hiver pour renverser la régence d'Anna Leopoldovna et se proclamer impératrice. |
| 1741  | 2 décembre   | Ivan est emprisonné à la forteresse de Daugavgrīva. |
| 1742  | 4 septembre  | Guerre russo-suédoise de 1741-1743 : encerclés par les Russes à Helsinki, l'armée suédoise se rend. |
| 1743  | 7 Août       | Guerre russo-suédoise de 1741-1743 : le traité d'Åbo est signé, mettant fin à la guerre. L'Empire russe rend la majorité des territoires conquis, conservant uniquement les terres à l'est du Kymijoki. en échange, Adolphe-Frédéric de Holstein-Gottorp, l'oncle de l'héritier du trône russe, est appelé à devenir roi de Suède.                                                                               |
| 1744  |              | L'Ancienne Finlande est établie sur les territoires suédois conquis. |
| 1755  |              | Mikhaïl Lomonossov et le comte Ivan Shuvalov fondent l'université de Moscou. |
| 1756  | 29 Août      | Guerre de Sept Ans : le royaume de Prusse envahit le protectorat autrichien de Saxe. |
| 1757  | 1 Mai        | Révolution diplomatique : sous les termes du second traité de Versailles, la Russie rejoint l'alliance militaire franco-autrichienne. |
| 1757  | 17 Mai       | Guerre de Sept Ans : les troupes russes entrent dans la guerre. |
| 1761  | 25 Décembre  | Miracle de la Maison de Brandenburg : Élisabeth Ire meurt. Son neveu, Pierre III, devient tsar. |
| 1762  | 5 Mai        | Guerre de Sept Ans : le traité de Saint-Pétersbourg met fin à la participation russe dans la guerre, sans aucun gain territorial. |
| 1762  | 17 juillet   | Pierre III est renversé par la Garde impériale et remplacé, sur ses ordres, par sa femme Catherine II. |
| 1764  | 5 juillet    | Un groupe de soldats tente de libérer Ivan VI de prison. Il est assassiné. |
| 1767  | 13 octobre   | Diète de Repnine : quatre sénateurs polonais opposés aux politiques de l'ambassadeur russe Nicolas Repnine sont arrêtés par des troupes russes et emprisonnés à Kalouga. |
| 1768  | 27 Février   | Diète de Repnine : une délégation du Sejm adopte un traité assurant l'influence future des Russes dans les affaires internes polonaises. |
| 1768  | 29 Février   | Des nobles polonais mettent en place la confédération de Bar afin de mettre fin à l'influence russe dans leur pays. |
| 1768  | 25 Septembre | Guerre russo-turque de 1768-1774 : le sultan ottoman déclare la guerre à la Russie. |
| 1771  | 15 Septembre | Révolte à Moscou : une foule de protestants pénètre sur la Place Rouge, force l'entrée du Kremlin et détruit le monastère de Chudov. |
| 1771  | 17 Septembre | Révolte à Moscou : l'armée réprime le soulèvement. |
| 1772  | 5 août       | Le premier partage de la Pologne est annoncé. La Pologne perd trente pour cent de son territoire, qui est divisé entre la Prusse, l'Autriche et la Russie. |
| 1773  |              | Guerre des Paysans russes (1773-1775) : l'armée du Cosaque Emelian Pougatchev attaque et occupe Samara. |
| 1773  | 18 Septembre | Un Sejm confédéré est forcé de ratifier la première partition de la Pologne. |
| 1774  | 21 Juillet   | Guerre russo-turque de 1768-1774 : le traité de Koutchouk-Kaïnardji est signé. La partie de la région de Yedisan située à l'est du Boug méridional, la région de Kabardino-Balkarie dans le Caucase ainsi que plusieurs ports de Crimée reviennent à la Russie. Le khanat de Crimée prend son indépendance de l'Empire ottoman, et déclare également l'Empire russe protecteur des Chrétiens sur son territoire. |
| 1774  | 14 Septembre | Guerre des Paysans russes (1773-1775): Lassés par la tournure de la rébellion, les officiers de Pougatchev le livrent aux Russes. |
| 1783  | 8 Avril      | Le khanat de Crimée est incorporé à l'Empire russe. |
| 1783  | 24 Juillet   | Menacé par l'Empire perse et l'Empire ottoman, le royaume de Kartl-Kakhétie signe le traité de Gueorguievsk sous lequel il devient un protectorat russe. |
| 1788  |              | Guerre russo-turque de 1787-1792 : l'Empire ottoman déclare la guerre à la Russie et emprisonne son ambassadeur. |
| 1788  | 27 Juin      | Guerre russo-suédoise de 1788-1790 : Llarmée suédoise simule une embuscade entre ses troupes et celles des Russes. |
| 1788  | 6 juillet    | Bataille de Hogland : la flotte russe disperse une flotte d'invasion suédoise près de Hogland, dans le golfe de Finlande. |
| 1788  | 6 octobre    | Grande Diète : un Sejm confédéré est formé pour restaurer la république des Deux Nations. |
| 1790  | 14 août      | Guerre russo-suédoise de 1788-1790 : la paix de Värälä met fin à la guerre, sans gain territorial. |
| 1791  | 3 mai        | Grande Diète : la Constitution polonaise du 3 mai 1791 est ratifiée en secret. La nouvelle Constitution abolie le liberum veto, réduisant le pouvoir des nobles et limitant la capacité de la Russie à influencer ses affaires internes. |
| 1791  | 23 Décembre  | Catherine II crée la zone de résidence, une zone en Russie européenne vers laquelle les Juifs russes sont déplacés. |
| 1792  | 9 Janvier    | Guerre russo-turque de 1787-1792 : le traité d'Iași est signé, mettant fin à la guerre. La frontière russe dans le Yedisan est étendue jusqu'au Dniestr. |
| 1792  | 18 Mai       | Guerre russo-polonaise de 1792 : l'armée de la confédération de Targowica, opposée à la Constitution libérale polonaise du 3 mai 1791, envahit la Pologne. |
| 1793  | 23 janvier   | Guerre russo-polonaise de 1792 : le second partage de la Pologne laisse le pays avec seulement un tiers de sa population en 1772. |
| 1793  | 23 Novembre  | Diète de Grodno : le dernier Sejm de la république des Deux Nations ratifie le Second partage. |
| 1794  |              | Fondation d'Odessa. L'assise sur la mer Noire est confirmée. |
| 1794  | 24 Mars      | Insurrection de Kościuszko : une annonce de Tadeusz Kościuszko enflamme un soulèvement national en Pologne. |
| 1794  | 4 novembre   | Bataille de Praga : les troupes russes capturent le quartier de Praga à Varsovie et massacrent la population civile. |
| 1794  | 5 Novembre   | Insurrection de Kościuszko : le soulèvement prend fin avec l'occupation russe de Varsovie. |
| 1795  | 11 Septembre | Bataille de Krtsanissi : l'armée perse anéantit les forces du royaume de Kartl-Kakhétie. |
| 1795  | 24 Octobre   | Le troisième partage de la Pologne divise le reste de son territoire. |
| 1796  | Avril        | Expédition russe en Perse de 1796 : Catherine II lance une expédition militaire pour punir la Perse de son incursion dans le protectorat russe de Kartl-Kakhétie. |
| 1796  | 5 novembre   | Catherine II souffre d'une attaque cardiaque. |
| 1796  | 6 novembre   | Catherine II meurt. Le trône revient à son fils, Modèle:Suverain2. |

## XIXesiècle
| Année | Date                                               | Événement |
| ----- | -------------------------------------------------- | --- |
| 1801  | 8 janvier                                          | Paul Ier autorise l'incorporation du royaume de Kartl-Kakhétie dans l'Empire russe. |
| 1801  | 11 mars                                            | Paul Ier est tué dans son lit. |
| 1801  | 23 mars                                            | Le fils de Paul Ier Alexandre Ier, accède au trône. |
| 1802  |                                                    | Alexandre Ier établit le ministère de l'Intérieur (MVD). |
| 1804  |                                                    | Guerre russo-persane de 1804-1813 : les troupes russes attaquent l'établissement perse d'Etchmiadzin. |
| 1805  |                                                    | L'Empire ottoman renvoie les hospodars pro-russes de ses territoires vassaux de Valachie et de Moldavie. |
| 1805  | 26 décembre                                        | Guerre de la troisième coalition : le traité de Presbourg cède les possessions autrichiennes en Dalmatie à la France. |
| 1806  | Octobre                                            | Pour contrer la présence française en Dalmatie, la Russie envahit la Valachie et la Moldavie. |
| 1806  | 27 décembre                                        | Guerre russo-turque de 1806-1812: l'Empire ottoman déclare la guerre à l'Empire russe. |
| 1807  | 14 Juin                                            | Bataille de Friedland : l'armée russe subit une défaite face aux Français, déplorant vingt mille morts. |
| 1807  | 7 juillet                                          | Les traités de Tilsit sont signés. Alexandre Ier accepte de quitter la Valachie et la Moldavie et de céder les îles Ioniennes ainsi que Kotor aux Français. Le traité met fin au conflit entre la Russie et la France. Napoléon Bonaparte promet d'aider la Russie dans ses conflits face à l'Empire ottoman.                           |
| 1807  | 16 novembre                                        | Alexandre Ier demande à la Suède de fermer la Mer Baltique aux navires de guerre britanniques. |
| 1808  | 21 février                                         | Guerre de Finlande : les troupes russes traversent la frontière suédoise et s'emparent d'Hämeenlinna. |
| 1809  | 29 mars                                            | Diète de Porvoo : les quatre états de Finlande jurent allégeance à la couronne russe. |
| 1809  | 17 septembre                                       | Guerre de Finlande : le traité de Fredrikshamn est signé, mettant fin à la guerre et cédant la Finlande à l'Empire russe. |
| 1810  |                                                    | Le premier établissement militaire est mis en place près de Klimavitchy. |
| 1810  | 1 Janvier                                          | Alexandre Ier instaure le Conseil de l'Empire, qui reçoit les pouvoirs exécutifs du Sénat dirigeant. |
| 1810  | 20 février                                         | Le gouvernement russe proclame la destitution de Salomon II du trône d'Iméréthie. |
| 1811  | 27 mars                                            | Les compagnies militaires régionales sont rassemblées dans la Garde Interne. |
| 1812  | 28 mai                                             | Guerre russo-turque de 1806-1812 : le traité de Bucarest met fin à la guerre et transfère la Bessarabie à l'Empire russe. |
| 1812  | 24 Juin                                            | Campagne de Russie : l'armée française traverse le Niémen et pénètre en Russie. |
| 1812  | 14 Septembre                                       | Campagne de Russie : Llarmée française pénètre une Moscou désertée, marquant le pic de leur invasion. |
| 1812  | 29 novembre                                        | Victoire russe à la bataille de la Bérézina |
| 1812  | 14 Décembre                                        | Campagne de Russie : les dernières troupes françaises sont forcées de se retirer de Russie. |
| 1813  | 24 octobre                                         | Guerre russo-persane de 1804-1813 : en accord avec le traité de Golestan, l'Empire perse cède ses territoires en Transcaucasie à la Russie. |
| 1815  | 9 juin                                             | Congrès de Vienne : le duché de Varsovie est divisé entre la Prusse, la Russie, et trois nouveaux Etats: le grand-duché de Posen, la ville libre de Cracovie, et le royaume du Congrès. Ce dernier est une monarchie constitutionnelle avec pour roi Alexandre Ier.                                                                     |
| 1825  | 19 novembre                                        | Alexandre Ier meurt du typhus. L'armée jure allégeance à son frère aîné, le grand duc Constantin Pavlovitch. Toutefois, Constantin, en accord avec les souhaits de succession d'Alexandre, jure allégeance à son frère cadet, Nicolas Ier.                                                                                              |
| 1825  | 12 décembre                                        | Sous la pression de Constantin Pavlovitch, Nicolas Ier publie le manifeste de succession d'Alexandre Ier. |
| 1825  | 14 Décembre                                        | Insurrection décabriste: 3000 soldats se rassemblent sur la place du Sénat à Saint-Pétersbourg et déclarent leur loyauté à Constantin Pavlovitch, ainsi qu'à l'idée d'une constitution russe. Lorsque le dialogue s'avère être un échec, l'armée tsariste disperse les manifestants avec l'artillerie, en tuant au moins 60.            |
| 1826  |                                                    | Un décret impérial établit la Seconde section de la Chancellerie impériale, chargée de codifier et publier la loi, et la Troisième section de la Chancellerie impériale, opérant en tant que police secrète de l'Empire. |
| 1826  | Juillet                                            | Nicolas Ier établit le poste de chef des gendarmes, responsable des unités de gendarmerie de la Garde Interne. |
| 1826  | 16 juillet                                         | Guerre russo-persane de 1826-1828 : l'armée perse envahit le khanat de Talysh sous contrôle russe. |
| 1828  | 21 février                                         | Guerre russo-persane de 1826-1828 : Face à une possibilité de conquête de Téhéran par la Russie, la Perse signe le traité de Turkmantchaï. |
| 1828  | Mai                                                | L'armée russe occupe la Valachie. |
| 1828  | Juin                                               | Guerre russo-turque de 1828-1829 : les troupes russes s'aventurent en Dobroudja, un territoire turc. |
| 1829  | 14 Septembre                                       | Guerre russo-turque de 1828-1829 : le traité d'Andrinople est signé et cède la côte est de la mer Noire ainsi que l'embouchure du Danube aux Russes. |
| 1830  | 29 novembre                                        | Insurrection de Novembre : un groupe de nationalistes polonais attaque le palais du Belvédère, siège du gouverneur-général. |
| 1831  | 25 janvier                                         | Insurrection de Novembre : un vote du Sejm détrône Nicolas Ier de la couronne polonaise. |
| 1831  | 29 janvier                                         | Insurrection de Novembre : un nouveau gouvernement prend place en Pologne. |
| 1831  | 4 Février                                          | Insurrection de Novembre : les troupes russes traversent la frontière polonaise. |
| 1831  | Septembre                                          | Bataille de Varsovie : l'armée russe capture Varsovie, mettant fin à l'insurrection de Novembre. |
| 1836  |                                                    | La gendarmerie est renforcée par le Corps spécial de gendarmerie. |
| 1852  | Décembre                                           | Le sultan ottoman confirme la suprématie de la France et de l'Église catholique sur les Chrétiens de Terre Sainte. |
| 1853  | 3 juillet                                          | La Russie envahit les provinces turques de Valachie et de Moldavie. |
| 1853  | 4 octobre                                          | Guerre de Crimée : l'Empire ottoman déclare la guerre à la Russie. |
| 1854  | 28 Mars                                            | Guerre de Crimée : le Royaume-Uni et la France déclarent la guerre à la Russie. |
| 1854  | Août                                               | Guerre de Crimée : pour éviter une entrée en guerre de l'empire d'Autriche, la Russie évacue la Valachie et la Moldavie. |
| 1855  | 18 Février                                         | Nicolas Ier meurt. Son fils Alexandre II devient tsar. |
| 1856  | 30 Mars                                            | Guerre de Crimée : le traité de Paris est signé, mettant officiellement fin à la guerre. La Mer Noire est démilitarisée. La Russie perd les territoires qui lui avait été accordés dans l'embouchure du Danube, abandonne ses revendications de protection des chrétiens turcs, et perd son influence sur les Principautés danubiennes. |
| 1857  |                                                    | Les derniers établissements militaires sont défaits. |
| 1858  | 28 Mai                                             | Le traité d'Aigun est signé, repoussant la frontière russo-chinoise à l'est de l'Amour. |
| 1860  | 18 Octobre                                         | La Convention de Pékin transfère le Kraï de l'Oussouri de la Chine à la Russie. |
| 1861  | 3 Mars                                             | Abolition du servage de 1861: Alexandre II diffuse un manifeste émancipant les Serfs. Des étudiants manifestent contre le tsar. |
| 1863  | 22 Janvier                                         | Insurrection de Janvier: Un soulèvement anti-russe éclate en Pologne. Les filles sont autorisées dans les écoles du secondaire et un curriculum standard est établi. |
| 1864  | 1 Janvier                                          | Les zemstvos sont mis en place pour un gouvernement local des citoyens russes plus autonome. |
| 1864  | 1 Mai                                              | L'armée russe entame une incursion dans le khanat de Kokand. |
| 1864  | 21 Mai                                             | Guerre du Caucase : Alexandre II déclare la guerre finie. |
| 1864  | 5 Août                                             | Insurrection de Janvier 1863 : Romuald Traugutt, dictateur de la rebellion, est pendu. |
| 1864  | 20 Novembre                                        | Réforme judiciaire d'Alexandre II : un décret royal introduit des nouvelles lois unifiant et libéralisant le système judiciaire russe. |
| 1865  | 17 juin                                            | L'armée russe capture Tachkent. |
| 1867  |                                                    | Les territoires conquis d'Asie centrale deviennent un Guberniya à part, le Turkestan russe. |
| 1867  | 30 Mars                                            | La Russie accepte la vente de l'Alaska aux États-Unis. |
| 1868  |                                                    | Le khanat de Kokand devient un Etat vassal de la Russie. |
| 1870  |                                                    | Davantage de matières à vocation sont enseignées aux filles à l'école. |
| 1873  |                                                    | La rebellion de Narodniki commence. |
| 1873  | L'Émirat de Boukhara devient un protectorat russe. | |
| 1873  | 18 Mai                                             | Khiva est prise par les troupes russes. |
| 1873  | 12 Août                                            | Un traité de paix est signé, établissant le khanat de Khiva comme un protectorat russe quasi-indépendant. |
| 1876  | Mars                                               | Le khanat de Kokand est incorporé à l'Empire russe. |
| 1876  | 20 Avril                                           | Insurrection bulgare d'avril 1876 : des nationalistes bulgares attaquent le quartier général de la police turque à Oborishte. |
| 1876  | Mai                                                | Alexandre II signe l'oukase d'Ems, qui bannit l'usage de l'ukrainien par écrit. |
| 1876  | 8 Juillet                                          | Un accord secret prépare la division des Balkans entre la Russie et l'Autriche-Hongrie, selon le résultat des mouvements révolutionnaires locaux. |
| 1876  | 6 Décembre                                         | Protestation de Kazan : une manifestation politique devant la cathédrale Notre-Dame-de-Kazan à Saint-Pétersbourg marque l'apparition du groupe révolutionnaire Terre et Liberté. |
| 1877  | Février                                            | Le jugement des 193 punit les participants de la rebellion de Narodniki. |
| 1877  | 24 Avril                                           | Guerre russo-turque de 1877-1878 : la Russie déclare la guerre à l'Empire ottoman. |
| 1878  | 3 mars                                             | Guerre russo-turque de 1877-1878 : le traité de San Stefano est signé, concluant la guerre et transferrant le Dobruja du nord et certains territoires caucasiens entre les mains de la Russie. Plusieurs Etats slaves, le Monténégro, la Serbie, la Roumanie et la Bulgarie, reçoivent l'indépendance ou l'autonomie.                   |
| 1878  | 13 Juillet                                         | Congrès de Berlin : le traité de Berlin, imposé à la Russie par l'Ouest, divise la Bulgarie en Roumélie orientale et Principauté de Bulgarie. |
| 1879  | Août                                               | Terre et Liberté se sépare entre les modérés de Tcherny Peredel et le groupe radical terroriste Narodnaïa Volia. |
| 1880  | 6 Août                                             | Le Corps spécial de gendarmerie et la Troisième section sont dissous. Leurs fonctions et leurs officiers les plus compétents sont transférés au nouveau département de la Police d'Etat du ministère de l'Intérieur. |
| 1881  |                                                    | Une Constitution est proposée, Alexandre II l'accepte mais n'a pas l'occasion de la signer. |
| 1881  | 10 Mars                                            | Alexandre II est assassiné par Ignati Grinevitski de la Narodnaïa Volia. Son fils, Alexandre III, devient tsar. |
| 1881  | 21 Septembre                                       | La Perse reconnaît officiellement l'annexion russe du Khwarezm dans le traité d'Akhal. |
| 1882  |                                                    | Alexandre III introduit des inspections d'usine et restreint les heures de travail pour les femmes et les enfants. |
|       | 3 Mai                                              | Alexandre III proclame les Lois de mai, qui expulsent les Juifs russes des zones rurales et petits villages et restraint fortement leur accès à l'éducation. |
| 1890  | 12 Juin                                            | Un décret impérial soumet les zemstvos à l'autorité des gouverneurs régionaux. |
| 1891  |                                                    | Des graves famines affectent la moitié des provinces de Russie. |
| 1892  |                                                    | Les femmes sont bannies des mines et les enfants de moins de 12 ans ont interdiction de travailler dans les usines. |
| 1894  | 1 Novembre                                         | Alexandre III meurt. Son fils Nicolas II lui succède en tant que tsar. |
| 1898  | 1 Mars                                             | Le Parti ouvrier social-démocrate de Russie, un parti marxiste, tient son premier congrès de parti. |
| 1900  | 16 juillet                                         | En réponse à un blocus commercial local, la Russie envahit et occupe les Soixante-Quatre Villages à l'est de l'Heilongjiang. Les 30 000 citoyens qing sont expulsés de leurs maisons et déportés au-delà de l'Amour, où la plupart se noient.                                                                                           |
| 1900  | 6 février                                          | En aide au processus de russification de la Finlande, Nicolas II publie un manifeste faisant du russe la langue officielle de l'administration finlandaise. |

## La Russie avant Moscou
- 862-912 : dynastie des princes de Novgorod et de Kiev — Création de la Rus' de Kiev, dont fait partie la Moscovie
- 912-1157 : dynastie des grands-princes de Kiev
- 1157-1327 : dynastie des grands-princes de Vladimir
- 1223 : début de l'invasion mongole (khanat de la Horde d'or). Les Mongols sont appelés « Tatars » par les Russes.
- 1237-1242 : Invasions tataro-mongoles, 50 % de la population russe périt, destruction de toutes les grandes villes russes, excepté Novgorod.
- 1237-1238 : destruction des villes de Riazan, Vladimir, Souzdal, Moscou, Rostov
- 1240-1480 : jougs tataro-mongoles
- 1240 : bataille de la Neva. Victoire du grand-prince Alexandre Nevski de la principauté de Novgorod face à la Suède.
- 1240 : destruction de Kiev
- 5 avril 1242 : victoire d'Alexandre Nevski face aux chevaliers Teutoniques
- 1340 : le début de l'expansion polonaise dans les terres occidentales russes. Les Polonais s'emparent de la Rus' Halych
- 1317-1547 : dynastie des grands-princes de Moscou

### L'ascension de Moscou
- 1325-1340 : Ivan Kalita est prince de Moscou[L1 1].
- 1480 : « la grande rencontre sur la rivière Ougra », fin du jougs tataro-mongoles.

### Moscou, ville impériale
- 1547-1584 : Ivan IV, dit Ivan le Terrible est couronné tsar de Moscou.

- 1552 : conquête de Kazan
- 1571 : le Khan Devlet-Girei de Crimée, avec une horde de 120 000 cavaliers, ruine Moscou et s'empare d'une grande quantité d'esclaves. Les incursions des Tatars de Crimée et des hordes transvolgiennes se prolongent jusqu'au XVIIIe siècle
- 1581 : marche du chef cosaque Yermak sur la Sibérie occidentale. Les Russes commencent à peupler et contrôler la Sibérie
- 1598 - 1612 : le temps des troubles
- 1612 : expulsion des Polonais de Moscou
- 1613 : Les États russes élisent tsar Mikhaïl Romanov, qui établit une dynastie qui dure jusqu'en 1917.

## Ère pétersbourgeoise
- 1703 : Pierre le Grand fonde Saint-Pétersbourg sur la Baltique[L1 2].
- 1705-1711 : révolte des Bachkirs[L1 2].
- 1709 : victoire de l'armée russe contre l'armée de Charles XII de Suède à Poltava
- 1712 : la capitale Moscou est transférée à Saint-Pétersbourg[L1 2].
- 1762-1796 : règne de Catherine la Grande

### Apogée de l'Empire russe
- 1796-1801 : règne de Paul Ier.
- 1799 : campagne de Souvorov en Italie.
- 1812 : invasion et défaite de l'armée napoléonienne lors de la campagne de Russie
- 1837 : première ligne de chemin de fer allant de Pétersbourg à Tsarskoé-Sélo (23 km). L'extension vers Moscou est décidée en 1842.
- 1849 : en août,intervention en Hongrie aux côtés de l’Autriche
- 1861 : le 3 mars, émancipation des serfs.
- 1863 : le 22 janvier, déclenchement de l’insurrection polonaise, écrasée par les armées tsaristes.
- 1864 : création des Zemstvo.
- 1867 : vente de l'Alaska pour 7,4 M$ aux États-Unis
- 1878 : le 13 juillet, traité de Berlin, partage d’une partie des Balkans entre l'Autriche-Hongrie et l'Empire russe
- 1881 : après cinq attentats manqués, assassinat de l'empereur Alexandre II le 13 mars 1881
- 1887 : non-renouvellement de l’Entente entre Alexandre III et les empereurs allemands et autrichiens en raison du contentieux russo-autrichien dans les Balkans
- Juillet 1891 : visite de la flotte française à Kronstadt.
- 11 septembre 1892 : Serge Witte devient ministre des Finances et mène jusqu’en 1903 une politique d’industrialisation accélérée.
- 27 décembre 1893 : ratification par l'empereur d’une convention créant une alliance militaire avec la France (signée le 18 août 1892, la France signe en janvier).

### Chute de l'Empire russe
- 1894 : couronnement de Nicolas II.
- 10 février 1894 : traité de commerce avec l’Allemagne
- 1895 : création du Parti ouvrier social-démocrate de Russie
- 1901 : création du Parti socialiste révolutionnaire
- 1903 : séparation entre mencheviks et bolcheviks lors du deuxième congrès du POSDR
- Du 8 février 1904 au 5 septembre 1905 : guerre russo-japonaise, échec cuisant pour la Russie
- 1905 :
  - 22 janvier « Dimanche rouge » : manifestation populaire, fusillade sanglante.
  - De janvier à octobre : grèves générales et troubles agraires
  - 17 octobre : Manifeste d'octobre de Witte : libertés civique, développement futur du suffrage universel, association réelle d’une douma élue au processus législatif
- 1906 :
  - première Douma
  - 6 mai : loi fondamentale - restriction des pouvoirs de la douma, ministres non responsables.
  - novembre : réforme agraire de Stolypine – donne aux paysans la possibilité de sortir de la commune
- 31 août 1907 : accord anglo-russe permettant la constitution de la « Triple-Entente ».
- D'octobre à novembre 1911 : première guerre dans les Balkans
- De juin à juillet 1913 : seconde guerre dans les Balkans
- 1er août 1914 : l’Allemagne déclare la guerre à la Russie
- 1914-1918 : la Russie prend part à la Première Guerre mondiale aux côtés des Alliés
- 20 février-2 mars 1917 : révolution de Février

## URSS
L'Empire russe s'éteint en 1917, à la révolution russe, l'URSS est créé en 1921 et le pouvoir est pris par Staline en 1924.
- 1917 :
  - Mars 1917 : révolution de Février : 
    - Abolition de l'Empire russe
    - Mise en place d'un gouvernement provisoire

- - 7 novembre : révolution d'Octobre
  - 20 décembre : création de la Tchéka
    - Guerre civile russe (1918-1921)
- 1921 : lancement de la Nouvelle politique économique de Lénine, ou NEP
- 1922 :
  - Staline devient secrétaire général du Parti communiste
  - Création de la Guépéou
  - 30 décembre 1922 : création de l’Union soviétique comprenant plusieurs républiques, notamment celle de la fédération de Russie. Voir Traité relatif à la formation de l'Union des républiques socialistes soviétiques.

- 1924 : mort de Lénine
- 1927 : exclusion de Léon Trotski du Parti communiste de l'Union soviétique, Staline renforce ainsi son pouvoir.
- 1928 : course massive à l’industrialisation conformément au premier plan quinquennal
- 1934 : loi sur la trahison de la patrie ; création du NKVD
- Août 1936 : premier procès de Moscou, condamnation de Kamenev et Zinoviev
- Juin 1937 : procès de Moscou, condamnation du maréchal Mikhaïl Toukhatchevski ; début des Grandes Purges (août 1937)
- Mars 1938 : procès de Moscou, condamnation de Rykov, Boukharine et Iagoda ; amplification des Grandes Purges et fin soudaine de celles-ci (décembre 1938)
- 1939 :
  - Septembre 1939 : invasion de la partie orientale de la Pologne par l'Armée rouge
  - Novembre 1939-mars 1940 : guerre russo-finlandaise
- Juin 1941 : attaque massive du Troisième Reich (opération Barbarossa), entrée dans la Seconde Guerre mondiale
- 1943 : défaite de l'armée allemande à Stalingrad et à Koursk
- Mai 1945 : capitulation de l’Allemagne, 27 millions de Soviétiques sont morts au cours du conflit
- 1947 : création du Kominform et formulation de la doctrine Jdanov
- Août 1949 : explosion de la première bombe atomique soviétique
- Mars 1953 : mort de Staline

### Déstalinisation à la détente
- Mai 1955 : création du Pacte de Varsovie, organisation militaire de l'URSS et de ses satellites européens
- 1956 :
  - Février 1956 : dans son rapport secret présenté devant le XXe Congrès du PCUS, Khrouchtchev dénonce les crimes commis par Staline.
  - Novembre 1956 : intervention de l'armée soviétique à Budapest.
- Octobre 1957 : lancement du Spoutnik 1, le premier satellite artificiel de la Terre.
- Avril 1961 : premier vol de l’homme dans l’espace, Youri Gagarine
- Octobre 1962 : crise des missiles de Cuba
- Octobre 1964 : éviction de Nikita Khrouchtchev par Léonid Brejnev et Alexeï Kossyguine
- Août 1968 : intervention de l'armée soviétique et des armées du Pacte de Varsovie à Prague.
- Mars 1969 : incidents frontaliers avec la Chine sur l'Oussouri.
- 1968-1970 : stagnation de l’économie à planification centralisée soviétique.
- 26 mai 1972 : signature des accords Salt avec les États-Unis sur la limitation des armements nucléaire, la coopération technologique et la livraison de céréales à l'URSS.
- 1979 : intervention de l'Armée rouge en Afghanistan. Début de la guerre d'Afghanistan

- 1982 :
  - 10 novembre 1982 : mort de Léonid Brejnev, Iouri Andropov, ancien patron du KGB, devient Secrétaire général du PCUS le 12.

### Perestroïka
- 1984 :
  - 9 février 1984 : mort de Iouri Andropov, Konstantin Tchernenko devient Secrétaire général du PCUS le 11 avril.

- 1985 :
  - 11 mars 1985 : membre depuis 1979 du Politburo du Parti communiste de l'Union soviétique, Mikhaïl Gorbatchev est nommé Secrétaire Général du PCUS à la mort de Konstantin Tchernenko. Élu président du præsidium du Soviet suprême en remplacement de Gromyko en 1988, Gorbatchev cumule la direction du Parti et celle de l’État. Comme aucun de ses prédécesseurs avant lui, Gorbatchev a bousculé les structures rigides de la politique soviétique. Avec la Perestroïka (restructuration) il a tenté de transformer l’Union soviétique en un état moderne.
  - Mai 1985 : mesure extrêmement impopulaire contre l’abus de consommation d’alcool

- 1986 :
  - Février 1986 : le XXVIIe congrès du Parti adopte un nouveau programme, des réformes radicales doivent accélérer l’économie.
- " 26 avril 1986 : catastrophe de Tchernobyl.
  - Avril 1986 : annonce tardive de la catastrophe de Tchernobyl.
- 1987 : tentative pour encourager l’investissement étranger en adoptant un décret sur les entreprises communes.
- 1988 : Gorbatchev engage la Glasnost (« transparence ») pour la liberté d’expression et d’information. Sur volonté expresse de Gorbatchev, libération d’Andreï Sakharov, jusque-là assigné à résidence à Gorki et réhabilitation d’anciennes victimes du communisme.
- 1989 : fin du communisme dans les démocraties populaires
  - Février 1989 : retrait de l’armée soviétique d’Afghanistan
- 1990 :
  - 15 mars : le congrès des députés du peuple élit Mikhaïl Gorbatchev président de l'Union soviétique.
  - 29 mai et 10 juillet : Gorbatchev est réélu secrétaire général du parti communiste de l'Union soviétique.
  - 15 octobre : Gorbatchev reçoit le prix Nobel de la paix.

- 1991 :
  - 12 juin : Boris Eltsine est élu au premier tour président de la RSFSR.
  - 1er juillet : dissolution du pacte de Varsovie.
  - 19 au 21 août : tentative de putsch des conservateurs contre Mikhaïl Gorbatchev.
  - 25 août : le Parti communiste d'Union soviétique est dissous.
  - 27 octobre : Djokhar Doudaïev est élu président de la république de Tchétchénie.
  - 8 décembre : la Russie, la Biélorussie et l'Ukraine créent la Communauté des États indépendants (CEI).
  - décembre : la Russie prend la place de l'URSS au conseil de sécurité de l'ONU.
  - 25 décembre : constatant que l'URSS n'existe plus, Gorbatchev démissionne.

## La fédération de Russie
Présidence de Eltsine
- 1992 :
  - 2 janvier : début de la mise en place des réformes menant à la « privatisation accélérée. »
  - 15 juin : nomination d'Iegor Gaïdar au poste de Premier ministre.
  - 14 décembre : nomination de Viktor Tchernomyrdine au poste de Premier ministre.

- 1993 :
  - 3 janvier : signature du traité START II par les États-Unis et la Russie, pour la réduction des armes nucléaires.
  - 21 septembre : Eltsine dissout le Parlement.
  - 4 octobre : attaque de l'armée contre le Parlement en révolte.
  - 12 décembre : adoption de la constitution russe par référendum.

- 1994 :
  - 11 décembre : début de l'intervention militaire russe dans la première guerre de Tchétchénie.

- 1995 :
  - 21 décembre : victoire électorale des communistes aux élections législatives.

- 1996 :
  - 3 juillet : re-élection de Boris Eltsine à la présidence de la fédération, face au communiste Guennadi Ziouganov.
  - 31 août : accord de Khassiavourt signé par le président tchétchène Aslan Maskhadov et le général russe Alexandre Lebed, accordant un statut d'autonomie à la Tchétchénie.

- 1997 :
  - 20 juin : admission de la Russie au sein du G7 qui devient le G8.

- 1998 :
  - 27 mai : début de la crise financière en Russie.
  - 11 septembre : nomination d'Evgueni Primakov au poste de Premier ministre.

- 1999 :
  - 7 août : raid sur le Daghestan mené par le groupe islamiste tchétchène de Chamil Bassaïev.
  - 9 août : nomination de Vladimir Poutine au poste de Premier ministre.
  - 31 août, 9 et 13 septembre : série d'attentats terroristes (211 morts), attribués aux Tchétchènes par le Kremlin.
  - 5 septembre : bombardements russes sur la Tchétchénie.
  - 1er octobre : début de l'intervention terrestre de l'armée russe en Tchétchénie.
  - 31 décembre : Boris Eltsine démissionne de son poste de président de la fédération de Russie. Vladimir Poutine devient président par intérim.
- 2000 :
  - 12 août : accident du sous-marin nucléaire Koursk, en mer de Barents.
- 2003 :
  - 25 octobre : arrestation de Mikhaïl Khodorkovski, dirigeant de Ioukos.
- 2005 :
  - Janvier-février : des milliers de retraités russes manifestent contre la réforme de la protection sociale.
  - 8 mars : le chef des indépendantistes tchétchènes Aslan Maskhadov est tué par les forces spéciales russes.
- 2006 : 
  - 15-17 juillet : la tenue du G8 à Saint-Pétersbourg consacre le retour de la Russie au sein du club des grandes puissances.
  - Septembre-octobre : crise russo-géorgienne après l'arrestation pour espionnage de quatre officiers russes en Géorgie.
  - 7 octobre : assassinat de la journaliste Anna Politkovskaïa à Moscou.
- 2007 : 
  - 23 avril : mort de Boris Eltsine.
- 2008 : 
  - 2 mars : Medvedev est élu président avec plus de 70 % des suffrages.
  - 8 mai : Poutine est nommé premier ministre.
  - 24 mai : à l'occasion de son premier voyage à l'étranger, consacré à l'Orient, M. Medvedev se rend à Pékin où il déclare : « la coopération sino-russe est devenue un facteur majeur de la sécurité mondiale ».
- 2012 : élection de Vladimir Poutine
- 2013 : Championnats de Football du Russie.
- 2014 :
  - Jeux Olympiques de Sotchi
  - Crise du rouble Russe
  - Annexion de la Crimée (Ukraine) par la Russie
- 2018 : réélection de Vladimir Poutine
- 2022 : le 24 février, après plusieurs mois de tensions, Vladimir Poutine fait envahir, sans déclaration de guerre, l'Ukraine